# اصلاح سطح مواد زیستی با پروتئین‌ها

الگوی پروتئین - الگوی صفحه شطرنج

مواد زیستی موادی هستند که در تماس با سیستم‌های بیولوژیکی استفاده می‌شوند. زیست سازگاری و کاربرد اصلاح سطح با استفاده‌های فعلی از بیومواد فلزی، پلیمری و سرامیکی اجازه می‌دهد تا با حفظ خواص فله ای دستگاه مورد نظر، خصوصیات برای افزایش عملکرد در یک محیط بیولوژیکی افزایش یابد.
اصلاح سطح شامل مبانی فعل و انفعالات فیزیکوشیمیایی بین زیست ماده و محیط فیزیولوژیکی در سطح مولکولی، سلولی و بافتی است (چسبندگی باکتری را کاهش می‌دهد، چسبندگی سلول را تقویت می‌کند). در حال حاضر، روشهای مختلفی برای توصیف و اصلاح سطح مواد زیستی و کاربردهای مفید مفاهیم بنیادی در چندین راه حل زیست پزشکی وجود دارد.

## عملکرد
وظیفه اصلاح سطح، تغییر خصوصیات فیزیکی و شیمیایی سطوح برای بهبود عملکرد ماده اصلی است. اصلاح سطح پروتئین در انواع مختلف بیومتریال (سرامیک، پلیمرها، فلزات، کامپوزیت‌ها) انجام می‌شود تا در نهایت زیست سازگاری ماده افزایش یابد و به عنوان ماده زیست فعال برای کاربردهای خاص تعامل داشته باشد. در کاربردهای مختلف زیست پزشکی در حال تولید دستگاه‌های پزشکی قابل کاشت (مانند ضربان ساز قلب و استنت‌ها)، ویژگی‌های سطح / فعل و انفعالات پروتئین‌ها با یک ماده خاص باید با توجه به زیست سازگاری ارزیابی شود زیرا نقش اصلی در تعیین پاسخ بیولوژیکی دارد. به عنوان مثال، آبگریزی سطح یا آب دوست بودن یک ماده می‌تواند تغییر کند. سازگاری بیولوژیکی مهندسی بین محیط فیزیولوژیک و سطح مواد اجازه می‌دهد محصولات پزشکی جدید، مواد و روش‌های جراحی با عملکرد بیولوژیکی اضافی.
اصلاح سطح را می‌توان از طریق روش‌های متفاوت انجام داد، که می‌تواند از طریق سه دسته اصلی طبقه‌بندی شود: فیزیکی (جذب فیزیکی، فیلم Langmuir blodgett)، شیمیایی (اکسیداسیون توسط اسیدهای قوی، درمان ازن، شیمی جذب و درمان شعله) و تابش (تخلیه درخشش، تخلیه تاج، فعال سازی عکس (UV)، لیزر، پرتوی یون، کاشت یون غوطه وری در پلاسما، لیتوگرافی پرتوی الکترون و تابش γ).

### زیست سازگاری
از نظر زیست پزشکی، زیست سازگاری توانایی یک ماده برای انجام با یک پاسخ میزبان مناسب در یک برنامه خاص است. توصیف شده‌است که این ماده غیر سمی است، هیچ واکنش جانبی ناشی از آن از جمله پاسخ التهابی مزمن با تشکیل بافت غیرمعمول وجود ندارد و برای عملکرد مناسب برای یک عمر معقول طراحی شده‌است. این یک نیاز به مواد زیستی است که در آن ماده اصلاح شده سطح هیچ آسیبی به میزبان نخواهد رساند و خود ماده توسط میزبان آسیبی نخواهد دید. اگرچه اکثر مواد بیولوژیکی مصنوعی دارای خصوصیات فیزیکی هستند که با بافت طبیعی ملاقات می‌کنند یا حتی از آن فراتر می‌روند، اما اغلب منجر به یک واکنش فیزیولوژیکی نامطلوب مانند تشکیل ترومبوز، التهاب و عفونت می‌شوند.
ادغام زیستی هدف نهایی در ایمپلنت‌های ارتوپدی به عنوان مثال این است که استخوان‌ها در شرایط مناسب زیست سازگاری یک رابط مکانیکی جامد با همجوشی کامل بین مواد کاشته شده مصنوعی و بافت‌های استخوانی ایجاد می‌کنند. اصلاح سطح یک ماده می‌تواند سازگاری زیستی آن را بهبود بخشد، و بدون تغییر در خصوصیات عمده آن انجام می‌شود. از آنجا که لایه‌های سطحی در تماس فیزیکی و شیمیایی با محیط بیولوژیکی هستند، خواص بالاترین لایه‌های مولکولی در مواد بیولوژیکی حیاتی و مهم است.
علاوه بر این، اگرچه برخی از مواد زیستی از قابلیت زیست سازگاری خوبی برخوردار هستند، اما ممکن است دارای خواص مکانیکی یا فیزیکی ضعیفی مانند مقاومت در برابر سایش، ضد خوردگی، یا ترشوندگی یا روانکاری باشد. در این موارد، از تغییر سطح برای رسوب یک لایه پوشش یا مخلوط شدن با بستر برای تشکیل یک لایه مرکب استفاده می‌شود.

### چسبندگی سلول
از آنجا که پروتئین‌ها از توالی‌های مختلف اسیدهای آمینه تشکیل شده‌اند، پروتئین‌ها می‌توانند عملکردهای متفاوتی داشته باشند زیرا شکل ساختاری آن که توسط تعدادی از پیوندهای مولکولی تغییر می‌کند. اسیدهای آمینه ویژگی‌های مختلفی از جمله قطبی بودن، غیر قطبی بودن، بار مثبت یا منفی را دارند که با داشتن زنجیره‌های جانبی مختلف تعیین می‌شود؛ بنابراین، اتصال مولکولها با پروتئین‌های مختلف، به عنوان مثال، توالی‌های حاوی آرژنین-گلیسین-آسپارتات (RGD) انتظار می‌رود سطح داربستهای بافت را اصلاح کند و هنگامی که در محیط فیزیولوژیکی آن قرار می‌گیرد، باعث بهبود چسبندگی سلول می‌شود. تغییرات اضافی سطح می‌تواند از طریق اتصال گروه‌های عملکردی از الگوهای 2D یا 3D بر روی سطح باشد به طوری که چینش سلول هدایت می‌شود و تشکیل بافت جدید بهبود می‌یابد.

### مواد زیست پزشکی
برخی از تکنیک‌های اصلاح سطح ذکر شده در بالا به ویژه برای عملکردهای ویژه یا انواع مختلف مواد استفاده می‌شود. یکی از مزایای کاشت یون غوطه وری در پلاسما توانایی آن در درمان اکثر مواد است. کاشت یون یک روش درمان سطح مؤثر است که برای افزایش خواص سطحی مواد بیولوژیکی استفاده می‌شود. مزیت منحصر به فرد اصلاح پلاسما این است که می‌توان خواص سطح و زیست سازگاری را به‌طور انتخابی افزایش داد در حالی که صفات عمده مواد مطلوب مانند مقاومت بدون تغییر باقی می‌مانند. به‌طور خلاصه، این یک روش مؤثر برای اصلاح ایمپلنت‌های پزشکی با شکل پیچیده‌است. با تغییر در ویژگی‌های سطح با استفاده از اصلاح پلاسما، می‌توان ویژگی‌های بهینه سطح، شیمیایی و فیزیکی را بدست آورد.
کاشت غوطه وری پلاسما روشی مناسب برای مواد با نقطه ذوب کم مانند پلیمرها است و برای بهبود چسبندگی بین لایه‌ها و لایه‌های آزاد سوراخ سوراخ پذیرفته شده‌است. هدف نهایی افزایش خواص مواد زیستی مانند سازگاری زیستی، مقاومت در برابر خوردگی و عملکرد با ساخت انواع مختلف فیلم‌های نازک زیست پزشکی با عناصر مهم بیولوژیکی مختلف مانند نیتروژن، کلسیم، و سدیم است. با آنها کاشته شده‌است. فیلم‌های نازک مختلفی مانند اکسید تیتانیوم، نیترید تیتانیوم، و کربن شبیه الماس قبلاً تحت درمان قرار گرفته‌اند و نتایج نشان می‌دهد که مواد بررسی شده در مقایسه با برخی از موارد کنونی که در ایمپلنت‌های پزشکی استفاده می‌شود، سازگاری زیستی بهتری دارند. به منظور ارزیابی سازگاری زیستی فیلمهای نازک ساخته شده، نیاز به محیط زیست بیولوژیکی مختلف است.

## پاسخ بیولوژیکی
اگر ایمپلنت در پروتئین‌های ماتریکس خارج سلولی پوشانده شود، سیستم ایمنی واکنش متفاوتی نشان خواهد داد. پروتئین‌های اطراف ایمپلنت در خدمت «پنهان کردن» ایمپلنت از سیستم ایمنی ذاتی هستند. با این حال، اگر ایمپلنت در پروتئین‌های آلرژی زا پوشانده شده باشد، ممکن است پاسخ ایمنی سازگار بیمار آغاز شود. برای جلوگیری از چنین واکنش ایمنی منفی، ممکن است داروهای سرکوب کننده سیستم ایمنی تجویز شود، یا بافت اتولوگ بتواند پوشش پروتئینی تولید کند.

### پاسخ حاد
بلافاصله پس از قرار دادن، ایمپلنت (و آسیب بافتی ناشی از جراحی) منجر به التهاب حاد می شود. علائم کلاسیک التهاب حاد قرمزی، تورم، گرما، درد و از دست دادن عملکرد است. خونریزی ناشی از آسیب بافتی منجر به لخته شدن سلولهای ماست سل نهفته می‌شود. ماست سل‌ها کموکین‌هایی آزاد می‌کنند که اندوتلیوم رگ‌های خونی را فعال می‌کند. رگ‌های خونی گشاد شده و نشت می‌کنند و باعث ایجاد قرمزی و تورم با التهاب حاد می‌شوند. اندوتلیوم فعال اجازه تخلیه پلاسمای خون و گلبول‌های سفید خون از جمله ماکروفاژها را می‌دهد که به ایمپلنت منتقل می‌شوند و آن را غیر بیولوژیک می‌دانند. ماکروفاژها برای مقابله با بدن خارجی اکسیدان آزاد می‌کنند. اگر آنتی‌اکسیدان‌ها نتوانند بدن خارجی را از بین ببرند، التهاب مزمن شروع می‌شود.

### پاسخ مزمن
کاشت مواد غیرقابل تجزیه در نهایت منجر به التهاب مزمن و تشکیل کپسول فیبری می‌شود. ماکروفاژهایی که قادر به از بین بردن عوامل بیماری‌زا نیستند با هم ادغام می‌شوند و یک سلول غول پیکر با جسم خارجی ایجاد می‌کنند که ایمپلنت را قرنطینه می‌کند. مقادیر زیاد اکسیدان‌ها باعث ترشح کلاژن از فیبروبلاست‌ها می‌شوند و یک لایه بافت فیبری حول ایمپلنت ایجاد می‌کنند.
با پوشاندن ایمپلنت با پروتئین‌های ماتریکس خارج سلولی، ماکروفاژها قادر به شناسایی ایمپلنت به عنوان غیر بیولوژیک نخواهند بود. پس از آن ایمپلنت قادر به ادامه تعامل با میزبان است، و بر بافت اطراف آن تأثیر می‌گذارد تا نتایج مختلفی داشته باشد. به عنوان مثال، ایمپلنت ممکن است با انتشار داروهای رگ زایی باعث بهبودی شود.

## تکنیک‌های ساخت

### اصلاح فیزیکی
بی حرکتی فیزیکی به سادگی پوشاندن یک ماده با یک ماده بیومتیمیک بدون تغییر ساختار هیچ‌یک از آنها است. از مواد بیومتیمیک مختلف با پروتئین‌های چسبنده سلول (مانند کلاژن یا لامینین) در شرایط in vitro برای هدایت تشکیل بافت جدید و رشد سلول استفاده شده‌است. چسبندگی و تکثیر سلول در سطوح پوشش داده شده با پروتئین بسیار بهتر اتفاق می‌افتد. با این حال، از آنجا که پروتئین‌ها به‌طور کلی جدا شده‌اند، به احتمال زیاد پاسخ ایمنی ایجاد می‌کند. به‌طور کلی، کیفیت شیمی باید مورد توجه قرار گیرد.

### اصلاح شیمیایی

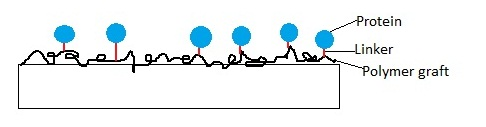
اتصال کووالانسی پروتئین با پیوند پلیمر

هیدرولیز قلیایی، بی حرکتی کووالانسی و روش شیمیایی مرطوب تنها سه روش از اصلاحات شیمیایی یک سطح است. سطح با فعال شدن سطح آماده می‌شود، جایی که چندین ویژگی بر روی پلیمر قرار می‌گیرد تا با پروتئین‌ها واکنش بهتری داشته باشد. در هیدرولیز قلیایی، پروتون‌های کوچک بین زنجیره‌های پلیمری پخش می‌شوند و باعث هیدرولیز سطحی می‌شوند که پیوندهای استر را می‌شکافد. این منجر به تشکیل عملکردهای کربوکسیل و هیدروکسیل می‌شود که می‌توانند به پروتئین‌ها متصل شوند. در بیحرکتی کووالانسی، قطعات کوچکی از پروتئین‌ها یا پپتیدهای کوتاه به سطح متصل می‌شوند. پپتیدها بسیار پایدار هستند و مطالعات نشان داده‌است که این روش زیست سازگاری را بهبود می‌بخشد. روش شیمیایی مرطوب یکی از روشهای مطلوب بیحرکتی پروتئین است. گونه‌های شیمیایی در محلول آلی حل می‌شوند که واکنش‌هایی برای کاهش ماهیت آبگریز پلیمر اتفاق می‌افتد. پایداری سطح در اصلاح شیمیایی بیشتر از جذب فیزیکی است. همچنین سازگاری زیستی بالاتری با رشد سلول و جریان مایعات بدن دارد.

### اصلاح فتوشیمیایی

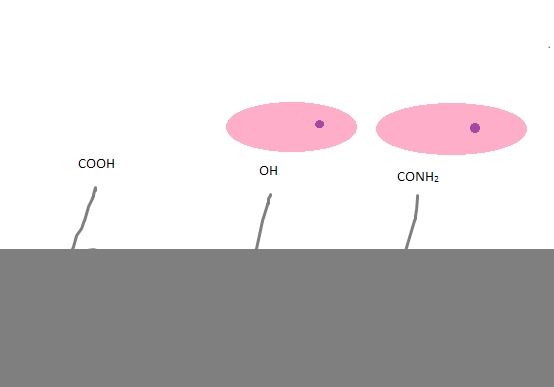
چسبندگی سلول برای گروه‌های مختلف عملکردی. OH و CONH _{2} خیس شدن سطح را در مقایسه با COOH بهبود می‌بخشد

تلاش‌های موفقیت‌آمیزی در پیوند مولکول‌های زیستی بر روی پلیمرها با استفاده از اصلاحات فتوشیمیایی مواد بیولوژیکی انجام شده‌است. این تکنیک‌ها برای شکستن پیوندهای شیمیایی و آزاد سازی رادیکال‌های آزاد از فوتون‌های با انرژی بالا (به‌طور معمول UV) استفاده می‌کنند. با تغییر مطلوب بار سطحی یک ماده بیولوژیکی می‌توان چسبندگی پروتئین را تشویق کرد. چسبندگی پروتئین بهبود یافته منجر به ادغام بهتر بین میزبان و ایمپلنت می‌شود. ما و همکاران در مقایسه چسبندگی سلول برای گروه‌های مختلف سطح و متوجه شد که OH و CONH 2 بهبود یافته PLLA تر شوندگی بیش از COOH.
استفاده از ماسک بر روی سطح ماده زیستی امکان اصلاح سطح انتخابی را فراهم می‌کند. مناطقی که نور ماورا UV بنفش به آن نفوذ می‌کند به گونه ای اصلاح می‌شود که سلول‌ها به‌طور مطلوب تری به منطقه بچسبند.
حداقل اندازه ویژگی قابل دستیابی توسط:
{\displaystyle CD=k_{1}\cdot {\frac {\lambda }{NA}}}
جایی که
{\displaystyle \,CD} حداقل اندازه ویژگی است
{\displaystyle \,k_{1}} (که معمولاً عامل k1 نامیده می‌شود) ضریبی است که فاکتورهای مربوط به فرایند را در بر می‌گیرد و به‌طور معمول برای تولید برابر با ۰٫۴ است.
{\displaystyle \,\lambda } طول موج نور استفاده شده‌است
{\displaystyle \,NA} دیافراگم عددی عدسی است که از ویفر دیده می‌شود
با توجه به این معادله، می‌توان با کاهش طول موج، و افزایش دیافراگم عددی، وضوح بیشتری به دست آورد.

### کامپوزیت‌ها و تشکیل پیوند
تشکیل پیوند از طریق نسبت مقدار اسید گلیکولیک و اسید لاکتیک، آب دوستی کلی مواد را بهبود می‌بخشد. پلیمر بلوک یا PLGA، با کنترل میزان اسید گلیکولیک، آبگریزی سطح را کاهش می‌دهد. با این حال، این تمایل به آب دوست بودن ماده را افزایش نمی‌دهد. در پیوند برس، پلیمرهای آب دوست حاوی الکل یا گروه‌های هیدروکسیل از طریق فتوپلیمر شدن بر روی سطوح قرار می‌گیرند.

### درمان با پلاسما
تکنیک‌های پلاسما به ویژه مفید هستند زیرا می‌توانند پوشش‌های کاملاً نازک (چند نانومتر)، چسبنده و فرم دهنده را رسوب دهند. پلاسمای تخلیه درخشان با پر کردن خلاuum با گاز کم فشار (مانند آرگون، آمونیاک یا اکسیژن) ایجاد می‌شود. سپس گاز با استفاده از مایکروویو یا جریانی که آن را یونیزه می‌کند، تحریک می‌شود. سپس گاز یونیزه با سرعت زیاد بر روی سطحی پرتاب می‌شود که در آن انرژی تولید شده از نظر فیزیکی و شیمیایی سطح را تغییر می‌دهد. پس از وقوع تغییرات، گاز پلاسمای یونیزه قادر به واکنش با سطح و آماده ساختن آن برای چسبندگی پروتئین است. با این وجود، ممکن است به دلیل انرژی زیاد، سطوح مقاومت مکانیکی یا سایر خصوصیات ذاتی را از دست بدهند.
چندین فناوری مبتنی بر پلاسما برای بی حرکت نگه داشتن پروتئینها بسته به کاربرد نهایی ماده زیستی حاصل، ایجاد شده‌است. این روش یک رویکرد نسبتاً سریع برای تولید سطوح فعال زیستی هوشمند است.

## برنامه‌های کاربردی

### بافت استخوان
پروتئین‌های ماتریکس خارج سلولی (ECM) روند تشکیل استخوان را به شدت القا می‌کنند - اتصال و تکثیر سلول‌های استئوژنیتور، تمایز به استئوبلاست‌ها، تشکیل ماتریس و کانی سازی. طراحی مواد زیستی برای دستگاه‌های تماس با استخوان با پروتئین‌های ماتریس استخوان برای تقویت رشد استخوان مفید است. همچنین می‌توان پپتیدهای استئو اندوکاتیو را به صورت کووالانسی و جهت دار در سطح مواد سرامیکی مانند هیدروکسی آپاتیت / ب-تری کلسیم فسفات برای تحریک تمایز استئوبلاست و بازسازی استخوان بهتر ایجاد کرد نشان داده شده‌است که پپتیدهای RGD باعث افزایش پیوست و مهاجرت استئوبلاست‌ها می‌شوند. روی کاشتهای تیتانیوم، مواد پلیمری و شیشه. سایر پپتیدهای چسبی که توسط مولکول‌های غشای سلول قابل شناسایی هستند نیز می‌توانند بر اتصال سلول‌های مشتق شده از استخوان تأثیر بگذارند. به ویژه، حوزه اتصال هپارین در فیبرونکتین به‌طور فعال در تعامل خاص با سلول‌های استئوژنیک نقش دارد. اصلاح با دامنه‌های اتصال هپارین این امکان را دارد که اتصال استئوبلاست‌ها را بدون تأثیر بر اتصال سلول‌های اندوتلیال و فیبروبلاست افزایش دهد. علاوه بر این، فاکتورهای رشد مانند آنهایی که در خانواده پروتئین‌های مورفوژنیک استخوان هستند، پلی پپتیدهای مهمی برای القای استخوان هستند. این فاکتورهای رشد را می‌توان بصورت کووالانسی به مواد متصل کرد تا استخوان سازی ایمپلنت‌ها را تقویت کند.

### بافت عصبی
آسیب سیستم عصبی محیطی به‌طور معمول توسط پیوند خودکار بافت عصبی درمان می‌شود تا شکاف بریده شده را برطرف کند. این روش درمانی نیاز به بازسازی موفقیت‌آمیز بافت عصبی دارد. آکسون‌ها باید بدون تداخل از کنده پروگزیمال رشد کنند تا بتوانند با استامپ دیستال ارتباط برقرار کنند. کانالهای هدایت عصبی (NGC) به عنوان مجرایی برای رشد آکسونهای جدید طراحی شده‌اند و تمایز و ریخت‌زایی این بافتها تحت تأثیر تعامل بین سلولهای عصبی و ECM اطراف است. مطالعات لامینین نشان داده‌است که این پروتئین یک پروتئین مهم ECM در اتصال سلولهای عصبی است. پنتا پپتید YIGSR و IKVAV، که توالی‌های مهمی در لامینین هستند، نشان داده شده‌است که پیوند سلول‌های عصبی را با توانایی کنترل سازمان فضایی سلول‌ها افزایش می‌دهد.

### بافت قلب و عروق
مهم است که دستگاه‌های قلبی عروقی مثل استنت‌ها یا گرفت‌های عروقی مصنوعی برای تقلید از خواص منطقه بافتی خاصی که دستگاه در حال جایگزینی آن است، طراحی شوند. به منظور کاهش ترومبوژنیستی، می‌توان سطوح را با پپتیدهای حاوی فیبرونکتین و RGD پوشش داد، که این امر اتصال سلول‌های اندوتلیال را ترغیب می‌کند. همچنین نشان داده شده‌است که پپتیدهای YIGSR و REDV پیوند و گسترش سلولهای اندوتلیال را افزایش می‌دهند و درنهایت میزان ترومبوژنیک بودن ایمپلنت را کاهش می‌دهند.
| توالی پروتئین سطح | عملکرد                                      |
| ----------------- | ------------------------------------------- |
| RGD               | چسبندگی سلول را تقویت می‌کند                 |
| Osteopontin-1     | کانی سازی توسط استئوبلاست‌ها را بهبود می‌بخشد |
| لامینین           | رشد نوریت را تقویت می‌کند                    |
| GVPGI             | ثبات مکانیکی پیوندهای عروقی را بهبود می‌بخشد |
| REDV              | چسبندگی سلول‌های اندوتلیال را افزایش می‌دهد   |
| YIGSR             | پیوست سلول عصبی و اندوتلیال را تقویت می‌کند  |
| PHPMA-RGD         | باعث رشد آکسون می‌شود                        |
| IKVAV             | پیوست سلول عصبی را تقویت می‌کند              |
| KQAGDVA           | باعث چسبندگی سلولهای عضله صاف می‌شود         |
| VIPGIG            | مدول الاستیک ECM مصنوعی را افزایش می‌دهد     |
| FKRRIKA           | کانی سازی توسط استئوبلاست‌ها را بهبود می‌بخشد |
| KRSR              | باعث افزایش چسبندگی استئوبلاست می‌شود        |
| MEPE              | تمایز استئوبلاست را تقویت می‌کند             |